# Trop top pour la télé !
Trop top pour la télé ! est le quatorzième album de la série de bande dessinée Les Simpson, sorti le 27 avril 2011, par les éditions Jungle. Il contient trois histoires : Fréquence interdite, L'abeille Espagnole dans ¡Ay, que lastima! et Le gros, la brute et le président.